# U.S. Route 219
La U.S. Route 219 (US 219) est une US Route auxiliaire de la US 19, route qu'elle ne croise pas. Elle parcourt 535 miles (861 km) depuis une intersection avec la US 460 à Rich Creek, Virginie jusqu'à une jonction avec l'I-90 à West Seneca, New York. La route passe aussi par la Virginie-Occidentale, le Maryland et la Pennsylvanie.

## Route description

### Virginie
La US 219 débute à Rich Creek à l'intersection avec la US 460. Elle se dirige vers le nord-est et atteint rapidement la frontière avec la Virginie-Occidentale.

### Virginie-Occidentale
La US 219 entre en Virginie-Occidentale à Peterstown et se dirige vers le nord-est. Elle atteint Union, Ronceverte, Lewisburg, Falling Spring, Hillsboro et Marlinton. À Huttonsville, elle rencontre la US 250 et les routes forment un multiplex jusqu'à Leadsville, où la US 219 rejoint la US 48. Le multiplex atteint Thomas où les routes se séparent. La US 219 se poursuit vers le nord et atteint Silver Lake. Peu après, elle atteint la frontière du Maryland.

### Maryland
La US 219 entre au Maryland au sud d'Oakland. Elle atteint cette ville, puis Accident, au nord-est. À l'ouest de Grantsville, elle rejoint l'I-68 / US 40 en multiplex jusqu'à l'est de Grantsville. Après avoir quitté l'autoroute, elle continue vers le nord jusqu'à la frontière de la Pennsylvanie.

### Pennsylvanie
La US 219 entre dans l'état au sud de Salisbury. Elle atteint l'endroit, de même que Meyersdale, Somerset, Geistown, Summerhill, Ebensburg, Carrolltown, DuBois, Brockway, Ridgway et Bradford, près de la frontière de l'État de New York.
Entre Meyersdale et Ebensburg, la route prend la forme autoroutière avec des échangeurs et aucun croisement. Elle devient ensuite une route régulière plus rurale jusqu'à Bradford, près de la frontière de l'État de New York, où elle redevient une autoroute jusqu'à la frontière.

### New York
La US 219 entre dans l'État de New York au sud de Limestone. Elle atteint l'I-86 et rejoint celle-ci en multiplex jusqu'à Salamanca, à l'ouest. Elle quitte l'autoroute et se dirige vers le nord en passant par Great Valley et Ellicottville. Au sud de Springville, la route devient une autoroute à quatre voies à accès limité jusqu'à son terminus nord. Elle passe par North Boston et Orchard Park avant de prendre fin à la jonction avec l'I-90 à West Seneca.

## Intersections majeures
Virginie
 US 460 à Rich Creek
Virginie-Occidentale
 US 60 à Lewisburg
 I-64 à Lewisburg
 US 250 à Huttonsville. Les routes forment un multiplex jusqu'au nord d'Elkins.
 US 33 à Elkins. Les routes forment un multiplex jusqu'au nord d'Elkins.
 US 48 à Leadsville. Les routes forment un multiplex jusqu'à Thomas.
Maryland
 US 50 à Red House
 I-68 / US 40 à Keysers Ridge. Les routes forment un multiplex jusqu'à l'est de Grantsville.
Pennsylvanie
 US 30 près de Boswell
 US 22 près d'Ebensburg
 US 422 près d'Ebensburg
 US 322 à Luthersburg. Les routes forment un multiplex jusqu'au sud de Sandy.
 US 119 près de Sandy
 I-80 près de Falls Creek
 US 6 à Lantz Corners
New York
 I-86 à Carrollton. Les routes forment un multiplex jusqu'à Salamanca.
 US 20A à Orchard Park
 I-90 à West Seneca